# 록 시티
록 시티(Rock City)는 미국의 팝 듀오이다.